# Vom selben Stern (Album)
Vom selben Stern ist das am 29. Juni 2007 veröffentlichte zweite Studioalbum von Ich + Ich. Es gilt mit über 1,2 Millionen verkauften Einheiten als eines der erfolgreichsten deutschsprachigen Popalben der letzten Jahre. Zudem ist es das erste Album in 14 Jahren, das es geschafft hat, ein Jahr oder länger in den Top 10 der deutschen Albumcharts zu verweilen. Dies erreichten zuletzt Ace of Base mit Happy Nation.

## Wissenswertes
Laut Annette Humpe war das Duo beim zweiten Album „mutiger“ und produzierte es aufwändiger, erstmals wurden Live-Musiker wie ein Streichquartett und Bläser eingesetzt. Auch Sinustöne fanden Verwendung. Das Album soll entsprechend seinem Titel im Gegensatz zum Debüt mehr das Verbindende als das Trennende betonen. Humpe hatte zuvor „Protestsongs“ angekündigt und die Ankündigung mit dem Anti-Konsum-Lied Junk wahrgemacht. Humpe sagte in einem Interview, es gebe heute zu wenig Protestbands. Zu Wenn ich tot bin, dem Abschluss der Platte sagte Sänger Adel Tawil: „Das war das Härteste, was ich je gesungen habe.“ Zum Entstehungsprozess sagte Tawil:

„Ein neues und speziell das zweite Album ist für eine Band immer ein sehr schwieriges Album. Es hat ein enormer Druck auf uns gelastet und wir haben versucht, den so gut es geht von uns fernzuhalten. Man spürt ihn aber trotzdem.“

Neben der Standardversion erschien das Album auch als Deluxe-Version mit Bonus-DVD, die acht Live-Songs beinhaltet. Diese Stücke wurden beim Konzert in Berlin 2006 aufgenommen.

## Rezeption
Das Album wurde ein großer Erfolg für Ich + Ich, obwohl ein großer Radiosender sich weigerte, die erste Single Vom selben Stern zu spielen, da die Werbekunden auf englische Songs zwischen ihren Werbeblöcken bestünden. Im deutschsprachigen Musikfernsehen liefen die Singles des Albums auf Rotation. Auf Laut.de nannte Anja Lindenlaub das Album eine Mischung aus „Gute Laune-Tracks, Protestsongs und wehklagende(n) Balladen.“ Die ersten sechs Stücke stellten „eine gute Mischung aus Melancholie und schnellen Stücken mit aussagekräftigen Texten“ dar. Bei den weiteren Balladen fehlten „das Herz und die Ehrlichkeit, die für Glaubwürdigkeit sorgen könnten“. Der letzte Song Wenn ich tot bin rühre aber „zu Tränen“.

## Titelliste

### Standard-Version
| Nr. | Titel                      | Songschreiber                                                  | Produzent                                                      | Länge |
| --- | -------------------------- | -------------------------------------------------------------- | -------------------------------------------------------------- | ----- |
| 1.  | Vom selben Stern           | Annette Humpe, Adel Tawil, Florian Fischer, Sebastian Kirchner | Annette Humpe, Adel Tawil, Florian Fischer, Sebastian Kirchner | 3:48  |
| 2.  | Junk                       | Annette Humpe, Adel Tawil, Florian Fischer, Sebastian Kirchner | Annette Humpe, Adel Tawil, Florian Fischer, Sebastian Kirchner | 3:49  |
| 3.  | Stark                      | Annette Humpe, Adel Tawil, Florian Fischer, Sebastian Kirchner | Annette Humpe, Adel Tawil, Florian Fischer, Sebastian Kirchner | 4:14  |
| 4.  | Schütze mich               | Annette Humpe                                                  | Annette Humpe, Adel Tawil, Florian Fischer, Sebastian Kirchner | 4:21  |
| 5.  | Nichts bringt mich runter  | Annette Humpe, Adel Tawil, Florian Fischer, Sebastian Kirchner | Annette Humpe, Adel Tawil, Florian Fischer, Sebastian Kirchner | 3:36  |
| 6.  | So soll es bleiben         | Annette Humpe                                                  | Annette Humpe, Adel Tawil, Florian Fischer, Sebastian Kirchner | 4:15  |
| 7.  | Mach dein Licht an         | Annette Humpe, Adel Tawil, Florian Fischer, Sebastian Kirchner | Annette Humpe, Adel Tawil, Florian Fischer, Sebastian Kirchner | 3:40  |
| 8.  | Dämonen                    | Annette Humpe                                                  | Annette Humpe, Adel Tawil, Florian Fischer, Sebastian Kirchner | 3:48  |
| 9.  | Ich atme ein, ich atme aus | Annette Humpe                                                  | Annette Humpe, Adel Tawil, Florian Fischer, Sebastian Kirchner | 4:11  |
| 10. | Brücke                     | Annette Humpe                                                  | Annette Humpe, Adel Tawil, Florian Fischer, Sebastian Kirchner | 4:04  |
| 11. | Ich fürchte mich           | Annette Humpe                                                  | Annette Humpe, Adel Tawil, Florian Fischer, Sebastian Kirchner | 4:06  |
| 12. | Trösten                    | Annette Humpe                                                  | Annette Humpe, Adel Tawil, Florian Fischer, Sebastian Kirchner | 3:49  |
| 13. | Wenn ich tot bin           | Annette Humpe                                                  | Annette Humpe, Adel Tawil, Florian Fischer, Sebastian Kirchner | 4:00  |

### Bonusmaterial

#### DVD
Veröffentlichung: 21. November 2008
| Nr. | Titel                    |
| --- | ------------------------ |
| 1.  | Extras: DVD-Video-Single |

### Live-Version
| 1. Ich und Ich – 6:13 2. Wie konnte das passieren – 5:04 3. Mach dein Licht an – 5:31 4. Vom selben Stern – 5:07 5. Dienen – 4:32 6. Dämonen – 5:14 7. Wenn ich tot bin – 4:41 8. Fenster – 5:26 | 1. Junk – 5:07 2. Umarme mich – 7:35 3. Stark – 5:01 4. Trösten – 8:38 5. So soll es bleiben – 4:55 6. Felsen im Meer – 7:43 7. Du erinnerst mich an Liebe – 7:18 8. Brücke – 6:46 |

## Kommerzieller Erfolg

### Chartplatzierungen
| ChartsChartplatzierungen | Höchstplatzierung | Wochen |
| ------------------------ | ----------------- | ------ |
| Deutschland (GfK)        | 1 (154 Wo.)       | 154    |
| Österreich (Ö3)          | 2 (78 Wo.)        | 78     |
| Schweiz (IFPI)           | 4 (65 Wo.)        | 65     |

| ChartsJahrescharts (2007) | Platzierung |
| ------------------------- | ----------- |
| Deutschland (GfK)         | 25          |
| Schweiz (IFPI)            | 8           |

| ChartsJahrescharts (2008) | Platzierung |
| ------------------------- | ----------- |
| Deutschland (GfK)         | 2           |
| Österreich (Ö3)           | 6           |
| Schweiz (IFPI)            | 14          |

| ChartsJahrescharts (2009) | Platzierung |
| ------------------------- | ----------- |
| Deutschland (GfK)         | 29          |

### Auszeichnungen für Musikverkäufe
| Land/Region        | Auszeichnungen für Musikverkäufe (Land/Region, Auszeichnung, Verkäufe) | Verkäufe  |
| ------------------ | ---------------------------------------------------------------------- | --------- |
| Deutschland (BVMI) | 6× Platin                                                              | 1.200.000 |
| Österreich (IFPI)  | Platin                                                                 | 20.000    |
| Schweiz (IFPI)     | Platin                                                                 | 30.000    |
| Insgesamt          | 8× Platin ·                                                            | 1.250.000 |

## Vom selben Stern Tour
Diese Liste beinhaltet alle Konzerte in chronologischer Reihenfolge, die bei der Vom selben Stern live 2008 bisher gespielt wurden:

### Tourdaten
| Datum             | Stadt             | Veranstaltungsort        | Land        |
| ----------------- | ----------------- | ------------------------ | ----------- |
| 11. Januar 2008   | Leipzig           | Haus Auensee             | Deutschland |
| 12. Januar 2008   | Dresden           | Alter Schlachthof        | Deutschland |
| 13. Januar 2008   | Magdeburg         | AMO                      | Deutschland |
| 15. Januar 2008   | Rostock           | Stadthalle Rostock       | Deutschland |
| 16. Januar 2008   | Zwickau           | Ballhaus                 | Deutschland |
| 17. Januar 2008   | Köln              | Palladium                | Deutschland |
| 19. Januar 2008   | Esch-sur-Alzette  | Rockhal                  | Luxemburg   |
| 20. Januar 2008   | Bosen-Eckelhausen | Bosaarium                | Deutschland |
| 22. Januar 2008   | Mainz             | Phönix-Halle             | Deutschland |
| 24. Januar 2008   | München           | Muffathalle              | Deutschland |
| 25. Januar 2008   | Mannheim          | Capitol                  | Deutschland |
| 26. Januar 2008   | Salzburg          | Republic                 | Österreich  |
| 29. Januar 2008   | Hamm              | Maximilianpark           | Deutschland |
| 30. Januar 2008   | Bielefeld         | Ringlokschuppen          | Deutschland |
| 31. Januar 2008   | Bremen            | Pier 2                   | Deutschland |
| 1. Februar 2008   | Hamburg           | Grünspan                 | Deutschland |
| 3. Februar 2008   | Berlin            | Columbiahalle            | Deutschland |
| 14. Juni 2008     | Torgelow          | Stadthalle Torgelow      | Deutschland |
| 17. Juni 2008     | Berlin            | Zitadelle Spandau        | Deutschland |
| 10. Juli 2008     | Hamburg           | Stadtpark Hamburg        | Deutschland |
| 15. August 2008   | Coburg            | Open Air Sommer          | Deutschland |
| 22. August 2008   | Mönchengladbach   | Hockeypark               | Deutschland |
| 23. August 2008   | Halle (Saale)     | Peißnitzinsel            | Deutschland |
| 24. August 2008   | Wolpertshausen    | Rock for Nature          | Deutschland |
| 29. August 2008   | Dresden           | Junge Garde              | Deutschland |
| 30. August 2008   | Braunschweig      | Volksbank Bühne          | Deutschland |
| 6. September 2008 | Plauen            | Parktheater Plauen       | Deutschland |
| 8. Oktober 2008   | Wien              | Gasometer                | Österreich  |
| 9. Oktober 2008   | Passau            | Dreiländerhalle          | Deutschland |
| 10. Oktober 2008  | Erfurt            | Messehalle               | Deutschland |
| 11. Oktober 2008  | Gießen            | Hessenhalle              | Deutschland |
| 13. Oktober 2008  | Frankfurt am Main | Jahrhunderthalle         | Deutschland |
| 14. Oktober 2008  | Fürth             | Stadthalle Fürth         | Deutschland |
| 17. Oktober 2008  | Stade             | Stadeum                  | Deutschland |
| 18. Oktober 2008  | Baunatal          | Stadthalle Baunatal      | Deutschland |
| 21. Oktober 2008  | Göttingen         | Stadthalle Göttingen     | Deutschland |
| 22. Oktober 2008  | Paderborn         | Schützenhof              | Deutschland |
| 23. Oktober 2008  | Osnabrück         | Stadthalle Osnabrück     | Deutschland |
| 24. Oktober 2008  | Oldenburg         | Weser-Ems-Halle          | Deutschland |
| 26. Oktober 2008  | Kiel              | Halle400                 | Deutschland |
| 27. Oktober 2008  | Lübeck            | Musik- und Kongresshalle | Deutschland |
| 29. Oktober 2008  | Zürich            | Volkshaus                | Schweiz     |
| 30. Oktober 2008  | Stuttgart         | Liederhalle              | Deutschland |
| 31. Oktober 2008  | Koblenz           | Rhein-Mosel-Halle        | Deutschland |
| 1. November 2008  | Trier             | Europahalle Trier        | Deutschland |
| 2. November 2008  | Chemnitz          | Stadthalle Chemnitz      | Deutschland |
| 4. November 2008  | Cottbus           | Messehalle Cottbus       | Deutschland |
| 5. November 2008  | Schwerin          | Halle am Fernsehturm     | Deutschland |
| 7. November 2008  | Dortmund          | Westfalenhalle           | Deutschland |
| 8. November 2008  | Bocholt           | Stadthalle Bocholt       | Deutschland |
| 9. November 2008  | Düren             | Arena Kreis Düren        | Deutschland |